# 1798年7月15日の海戦
1798年7月15日の海戦（1798ねん7がつ15にちのかいせん、Battle of 15 July 1798）は、フランス革命戦争中の小規模な海戦である。スペインの地中海沿岸の沖合で、マンリー・ディクソン艦長指揮下の、イギリス海軍の戦列艦ライオンと、フェリクッス・オネイル准将指揮下の、スペイン海軍の4隻のフリゲート艦隊が戦ったもので、ライオンはイギリスの地中海艦隊のうち、ジョン・ジャーヴィス中将から地中海西部方面に派遣されたうちの1隻であった。ジャーヴィスは1798年の春、ポルトガルのタホ川を拠点にしていた地中海艦隊の指揮官だった。スペイン戦隊はその7日前に、ムルシアのカルタヘナを出港した襲撃隊であったが、襲撃は不成功に終わり、本拠地に戻る途中にイギリス海軍から妨害を受けたのである。スペイン艦4隻すべての重量は、イギリス艦のそれにまさったが、個々ではライオンよりも弱く、オネイル准将は、4隻の間で戦術の協働がうまく行くかを確認していなかった。結果として、スペイン艦サンタドロテアが戦列から離れ、ライオンの攻撃を受けることになった。
サンタドロテア以外のスペイン艦は、功を奏することはなかったものの、イギリス艦めがけて長距離砲を放った。それにもかかわらず、孤立したサンタドロテアは早々と降伏せざるを得なくなった。オネイルは結局は他の3艦をカルタヘナへと向かわせた。サンタドロテアが無抵抗であったため、ディクソンはこの艦を我が物とすることができ、カディス沖のサン・ヴィセンテ艦隊に送り届け、その後イギリス海軍がこの艦を購入した。ライオンは1798年いっぱい地中海にとどまり、その後マルタとアレクサンドリアの封鎖に加わった。その年が終わるまで、スペインの港はイギリスの艦隊により念入りに監視が続けられたため、スペイン艦は航海に出られなかった。

## 歴史的背景

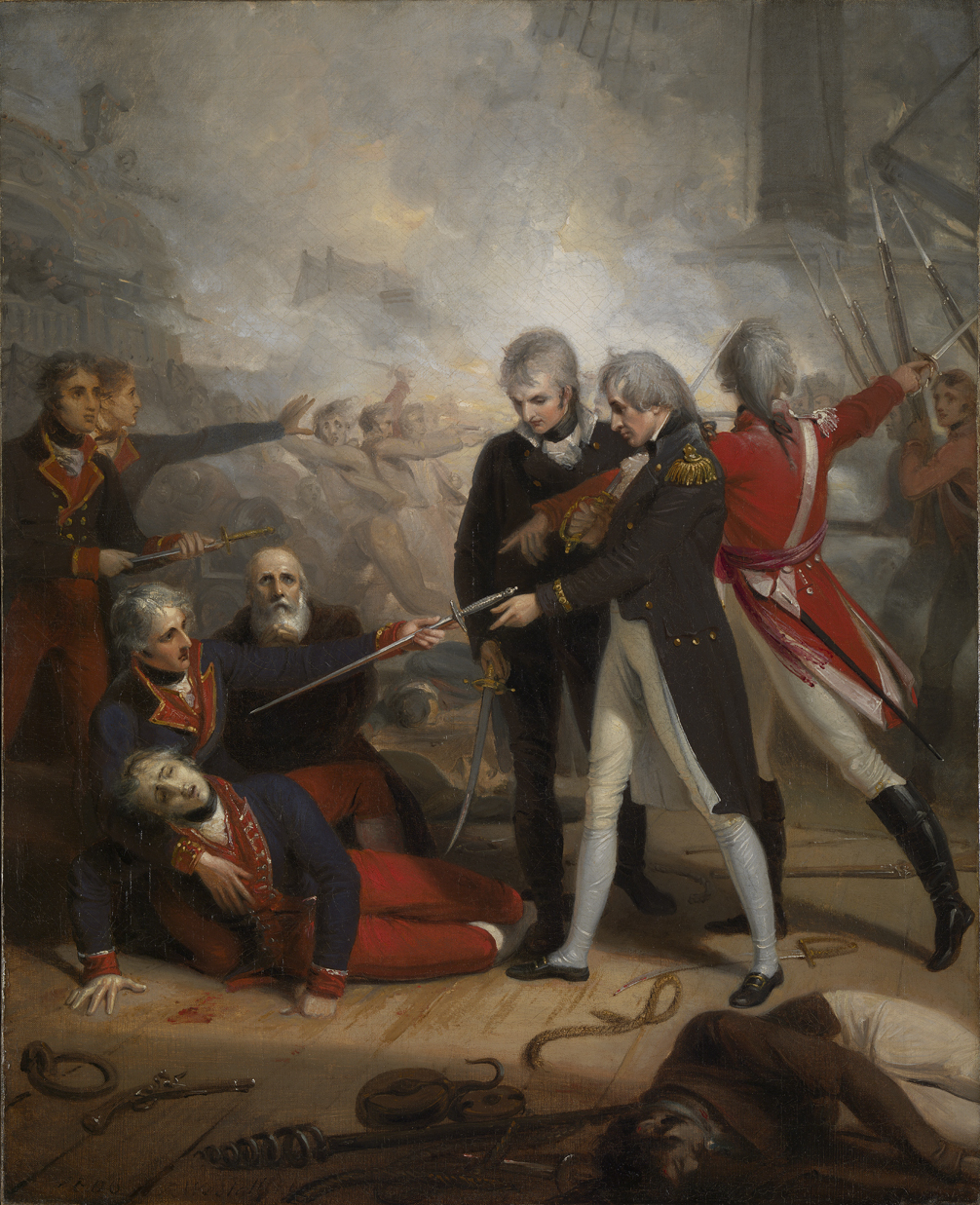
サン・ビセンテ岬におけるスペインの降伏。中央の剣を受け取っているのがネルソン。

1798年初頭、地中海はことごとくフランス海軍とその同盟国の軍隊の支配下にあった。同盟国の一つであるスペインは、フランス革命戦争中の1796年の終わりにサン・イルデフォンソの条約でフランスの味方に付いていた。このため地中海に展開していた、ジョン・ジャーヴィス中将指揮下のイギリス軍は深水港への入港を阻まれ、十分な物資を得られず、友好的な投錨地としては最も近くにある、ポルトガルのタホ川の河口への撤退を余儀なくされた。撤退せざるを得なかったものの、ジャーヴィスの艦隊は、スペインには敗退しておらず、その前年である1797年の2月14日の、サン・ビセンテ岬の沖合での海戦ではスペイン海軍に勝利を収めていて、4隻のスペインの戦列艦を拿捕していた。スペインの大西洋岸には封鎖が敷かれており、特に、南部の大きな艦隊の泊地であるカディスでは大規模な海上封鎖がされていて、スペイン軍はその年いっぱいは二度と封鎖を破ろうとはしなかった。
1798年が明けて間もなく、セントヴィンセント伯爵に叙爵されたばかりのジャーヴィスのもとに、ある噂が届いた。ナポレオン・ボナパルト将軍指揮下のフランス軍が、地中海沿岸の軍港であるトゥーロンの近くに集まって来ているということだった。同じような噂がロンドンの海軍本部にも届き、そのためセントヴィンセント伯ジャーヴィスは、ホレーショ・ネルソン少将に3隻の戦列艦をつけて、フランスの動きを監視に派遣した。しかしネルソンの到着は遅すぎた、フランス艦隊はとうに出港していて、3万以上の兵を乗せて地中海東部に向かっていた。ネルソンは、ジャーヴィスがよこした10隻の戦列艦から成る、トーマス・トラウブリッジ艦長指揮下の艦隊と合流し、フランスを追跡したが、フランス艦隊がマルタを攻略するまでは、彼らがどこに向かっているのかを知りえなかった。10日後、ナポレオンはアレクサンドリアに向かった。これはナポレオンの作戦の二次段階で、ネルソンの艦隊は夜のうちに無意識にフランス艦隊とすれ違い、イギリスはフランスに先んじてエジプトに向かいはしたが、しかしナポレオン到着の前に出港した。
ネルソンが地中海を横切っている間、ジャーヴィスは地中海西部のフランス艦隊不在を利用して、新しく到着したイギリス艦をこの海域で配置に着かせた。このうちの1隻に、64門艦の戦列艦ライオンがいた、指揮官はマンリー・ディクソンで、トラウブリッジの艦の1隻の代役として、この年の始めにジャーヴィスの艦隊に派遣されていた。ライオンはまず、スペインの地中海岸を巡回するように命じられ、ムルシア州の港カルタヘナの南西97マイル（156キロ）を航行した。この海域の南西に7月15日の午前9時、4隻の艦の帆影が認められた。

## 戦闘

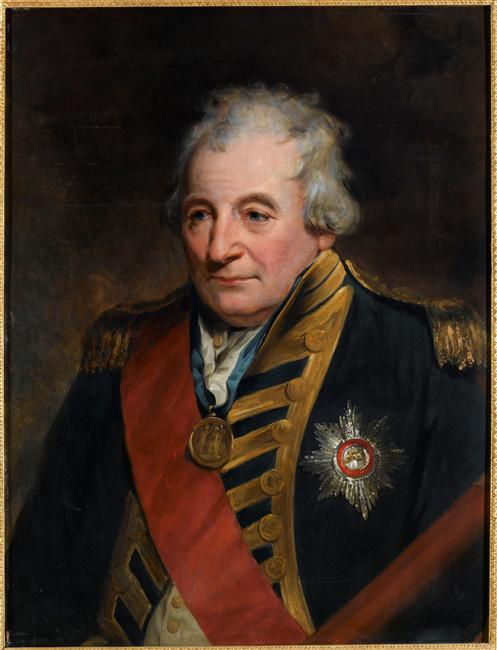
セント・ヴィンセント伯爵ジョン・ジャーヴィス

ライオンが認めたこの4隻は、7月8日にカルタヘナを出港したスペインのフリゲート艦で、出港後地中海で短期間商船の襲撃作戦に出たが、失敗に終わっていた。各艦が34門の大砲を備えており、着弾の重量は、ライオンの678ポンド（308キロ）に対して約180ポンド（82キロ）だった。ライオンの姿を見つけたスペイン艦は戦列を組んだ。先頭がフェリス・オネイル准将の旗艦で艦長フランシス・ヴィリャミルの指揮下にあるポモナ、続いてクェ（Quaj）・ビアル艦長のプロセルピナ、マヌエル・ゲラーロ艦長のサンタドロテア、そしてディーム・エラーラ艦長のサンタカシルダが続いた。ディクソンは敵艦と一戦交えようと奮い立ち、艦の動きを止めて、風上にいることを確認した。恐らくこれでディクソンは、風を利しての戦術により、自分の好きな時間にスペインを攻撃することが可能になった。利を得たディクソンは、迎撃を準備していたスペインのフリゲート戦隊を圧倒した。
スペインのフリゲート艦の1隻であるサンタドロテアは、開戦後まもなくしてトップマストを失い、その結果他の3隻よりも動きが遅れた。他の3隻に追い越され、艦長のゲラーロは、自艦がライオンによって孤立させられるという危機に瀕しているのがわかった。それというのも、サンタドロテアと他の3隻の間に急速に開いた空間に、ディクソンが舵を切っていたからだった。オネイルは前の3隻に、方向転換をしてサンタドロテアの防御にまわるように命令し、ライオンの近くを横切って、11時15分にすさまじい砲火を浴びせた。ライオンはこれに応えたが、スペイン艦はすぐさま第二弾を撃ち込むことはせず、前方へと進み続けた。ディクソンのライオンが、のろのろと進んでいるサンタドロテアに近寄って行ったからだった。ゲラーロはライオンを阻止しようとして、艫の部分に備え付けてあった艦尾砲から、ライオンに砲撃した。これによりライオンは艤装にかなりの損害を受けた。ライオンがサンタドロテアとの距離を詰め始めたため、オネイルの艦はそちらへと戻ったが、3隻のスペイン艦がライオンのそばを通り過ぎた時にはかなりの距離があり、スペイン戦隊の片舷斉射は役に立たず、再びライオンの砲火を浴びることになった。
ついにディクソンは、ライオンをサンタドロテアに横付けし、猛烈な砲撃を浴びせることに成功した。これに対して、ゲラーロも片舷斉射で応戦した。しかし大きさにおいても、力においてもまさるイギリス艦ライオンは、たちどころに大きな損害をサンタドロテアに浴びせることができ、数分間の間にサンタドロテアのミズンマストは倒れ、メインマストと縄梯子はかなりずたずたにされた。サンタドロテアが針路を外れたため、オネイルは三たびライオンとすれ違った。その前に通り過ぎた時より距離が長くなっていたにもかかわらず、またも片舷斉射を浴びせて失敗し、そして再びライオンの砲火を浴びることになった。オネイルの、サンタドロテアを救おうとする試みは失敗に終わり、3隻は向きを変えて帆を張り、13時10分にカルタヘナを目指して出帆した。ゲラーロ指揮下のサンタドロテアはライオンによって孤立し、困難な立場に追い込まれた。ライオンはゆっくりと漂流しているサンタドロテアの方へ向かった。ドロテアは降伏のしるしとして、ユニオンフラッグを逆さまに掲げていた。

## 戦後の待遇とナイルの海戦

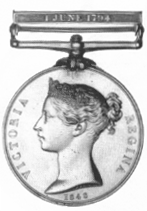
1847年のナヴァル・ジェネラル・ゴールド・メダルの表面

短い戦闘の間にサンタドロテアは大きな損害を受け、371人の乗員のうち、少なくとも20人が戦死して32人が負傷していた。対照的にライオンでは負傷が2人切りで、水兵が1人片脚を失い、ミジップマンが肩を撃たれたにとどまった 。ライオンの艤装はひどく破壊されていたが、構造の上ではこの損傷はまったく問題なかった。拿捕したスペイン艦の安全を期するため、ディクソンは翌日、広範囲にわたるサンタドロテアの修理を行い、しかる後にカディス沖のジャーヴィスのもとに届けさせた。サンタドロテアはイギリス海軍に購入され、36門艦のイギリス艦サンタドロテアとして数年間就役した。サンタドロテアと艦上の物資の売却によって得られた賞金は、1800年10月にライオンの乗員たちに支給された。それからほぼ50年後、海軍本部は「1798年7月15日」の従軍記念略章を以てこの海戦の関係者を表彰した。この略章はナヴァル・ジェネラル・ゴールド・メダルと共に、1847年当時に存命であったすべての関係者を対象に授与された。
ライオンはそれから2か月間地中海西部にとどまり、最終的にはニザ侯爵トマス・サビエ・テレス・デ・カストロ・ダ・ガマ指揮下の4隻のポルトガル戦列艦の戦隊に加わった。9月になって、ニザの戦隊は、東の方に航行したフランス軍の探索のためにネルソンと合流するように命令を受けた。しかしマルタの北を航行中に、この戦隊はサー・ジェームズ・ソーマレズ艦長率いる、ひどく損傷を受けた護送船団に出くわした。この船団は7隻のイギリスの戦列艦と、6隻の拿捕されたフランス艦とで、すべてナイルの海戦から帰還するところだった。この海戦は、その年の8月1日に行われた、アブキール湾沖でのネルソンの作戦の締めくくりとして功を奏していた。イギリスとポルトガルの連合戦隊は、10月のアレクサンドリアへ到着まで航海を続け、その地で封鎖を続けているサミュエル・フッドの戦隊に一時合流した後、12月にマルタに戻って、マルタ沖で新たに編成された戦隊に加わった。ライオンはポルトガル戦隊を追って12月にマルタに戻った。その後1798年が終わるまで、スペイン海軍が地中海岸の港から出航することはなかった。